# Alison Wright (cyclisme)
Alison Wright, née le 2 février 1980 à Canberra, est une coureuse cycliste australienne. Elle a été médaillée de bronze de la poursuite aux Jeux du Commonwealth de 2002.

## Palmarès sur piste

### Championnats du monde
- 1998
  -  Médaillée d'argent de la poursuite juniors

### Coupe du monde
- 2001
  - 3e de la poursuite à Pordenone
- 2003
  - 3e du scratch au Cap
- 2004
  - 1re du scratch à Manchester

### Jeux du Commonwealth
- Manchester 2002
  -  Médaillée de bronze de la poursuite

## Palmarès sur route
- 1999
  - 3e du championnat d'Australie sur route
  - 3e du Trophée d'Or féminin
- 2000
  - 2e du championnat d'Australie sur route
- 2001
  - 2e du championnat d'Australie du contre-la-montre
- 2002
  - 2e étape du Tour de Snowy
  - 5e du championnat du monde sur route
- 2003
  - Tour du lac Majeur
  - GP Città di Castenaso
  - 3e du Trofeo Alfredo Binda-Comune di Cittiglio
- 2004
  - 1re étape du Tour de l'Aude
  - 2e du Trophée d'Or féminin
  - 3e du Tour de Bochum
  - 9e du Grand Prix de Plouay

## Classements mondiaux
| Année                                 | 2004 |
| ------------------------------------- | ---- |
| Classement UCI                        | 28e  |
| Coupe du monde                        | 7e   |
|                                       |      |
| Légende : nc = non classéSource : UCI |      |